# Jovan Belcher

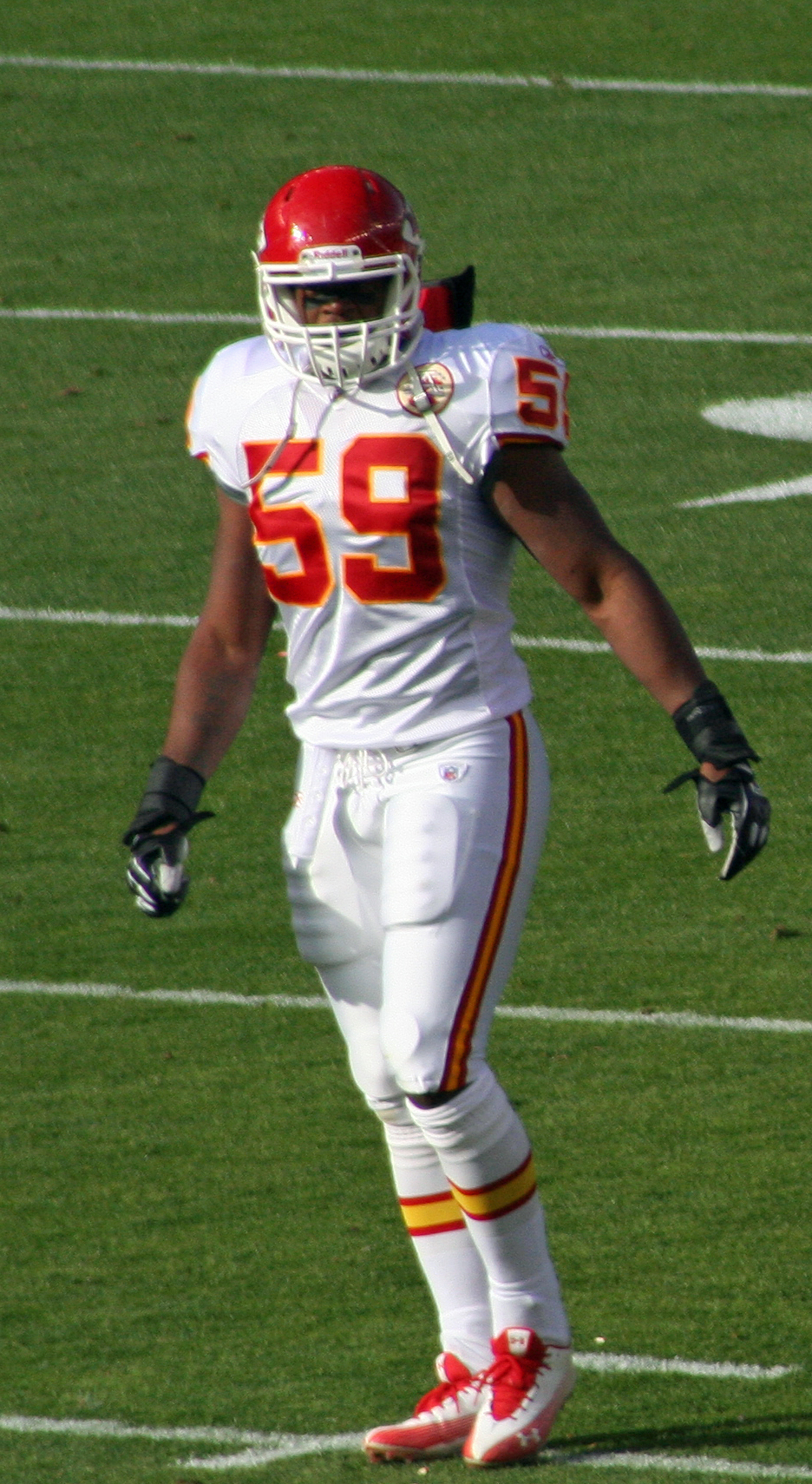
Jovan Belcher (2010)

Jovan Belcher (24 de julho de 1987 – Kansas City, 1 de dezembro de 2012) foi um jogador de futebol americano da NFL que jogou pelo Kansas City.

## Morte
No dia 1 de dezembro de 2012, ele assassinou a namorada e foi até o centro de treinamento da equipe para cometer suicídio. o crime ocorreu próximo a residência dela antes de ir até a instalação de treinos da equipe para se matar com um tiro.